# Micropsectra barbatimana
Micropsectra barbatimana е насекомо от разред Двукрили (Diptera), семейство Хирономидни (Chironomidae). Съществува ендемично в Чехия.